# Magach
Magach (hebr. מג''ח, מגח) – izraelska nazwa amerykańskich czołgów Patton M48 i M60, modernizowanych od lat 60. do lat 80. XX wieku przez Siły Obronne Izraela. Czołgi takie armia izraelska zakupiła od USA i RFN oraz zdobyła na armii jordańskiej. Pojazdy były używane przez Izrael w trakcie wojny sześciodniowej, wojny na wyczerpanie, pierwszej wojny w Libanie oraz podczas I Intifady i II Intifady.
Wersje Magacha 1, 2, 3 i 5 opierały się na czołgu Patton M48, natomiast Magach 6 i 7 są zmodernizowanymi czołgami M60. Od lat 80. XX wieku czołg ten zaczął być stopniowo wypierany przez nową izraelską konstrukcję – Merkawę. Ostatecznie wycofanie ze służby czołgów Magach (legendy w Siłach Obronnych Izraela) miało miejsce w 2014 roku.

## Historia

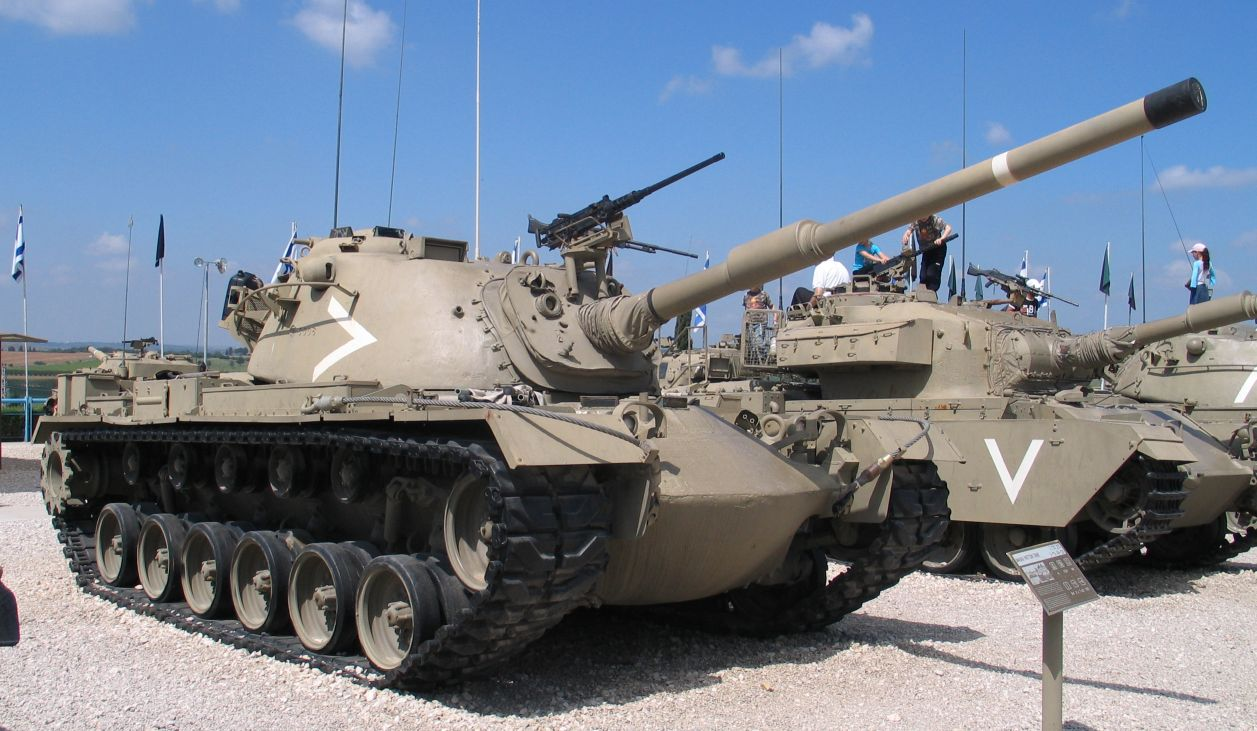
Magach 3 z armatą M68 kal. 105 mm z przedmuchiwaczem

Izrael już w roku 1955 wystosował prośbę do Stanów Zjednoczonych o sprzedaż 60 sztuk czołgów Patton M47. Amerykanie odmówili, a kolejną prośbę sprzedaży otrzymali w 1958 roku. Tym razem Izraelczycy chcieli kupić 100 sztuk tych czołgów. Również otrzymali odmowę. W związku z tym, na początku lat 60. XX wieku zwrócili się z ofertą kupna 150 sztuk Pattonów M48A2 do Republiki Federalnej Niemiec. Rząd USA zgodził się na to, żeby to Niemcy przekazali te pojazdy Izraelczykom w ramach programu reparacyjnego. Sprzeciw państw arabskich sprawił, że rząd Niemiec Zachodnich przekazał ostatecznie Siłom Obronnym Izraela tylko 40 sztuk. Otrzymały one nazwę Magach, której pochodzenie jest niejasne. Najpowszechniejsza hipoteza podaje, że jest to złożenie liter mem, gimel i chet, z których pierwsza i ostatnia – interpretowane jako liczby dają wartość 48, środkowa zaś oznacza Germanja, czyli Niemcy. Z kolei w czasopiśmie poświęconym siłom pancernym Izraela – „Szirjon” – można znaleźć uzasadnienie, że nazwa Magach – מג''ח – powiązana jest z czołgiem Patton M48A3 i wartościami numerycznymi liter w hebrajskim alfabecie. Mianowicie מ''ג odpowiada liczbie 48, natomiast litera ג odpowiada cyfrze 3. Pojawiały się też wytłumaczenia, że Magach to akronim od słów mirkewet gwijot charucijot, czyli „powóz zwęglonych ciał”. Dlatego po pewnym czasie zaczęto używać nazwy מגח bez symbolu skrótu '' pomiędzy literą gimel (ג) i chet (ח). W 1965 roku, w związku z niewywiązaniem się Niemców z umowy, rząd Stanów Zjednoczonych postanowił przekazać Izraelczykom brakujące 110 sztuk oraz dostarczyć kolejnych 100 sztuk M48. Dwa lata przed wybuchem wojny sześciodniowej Amerykanie dostarczyli 90 sztuk, a w 1966 roku ostatnie 120 sztuk. Wówczas Izrael posiadał już 250 sztuk czołgów M48 z armatą kalibru 90 mm. Jeszcze przed wojną sześciodniową rozpoczęto proces modernizacji otrzymanych czołgów, jednak w dniu wybuchu wojny Izrael posiadał 120 sztuk, które były zdolne do walki, ale jeszcze nie spełniały wszystkich założeń związanych z modernizacją. Brały one udział w działaniach na Półwyspie Synaj. W trakcie wojny Izrael zdobył dodatkowe 100 czołgów M48 i M48A1, które porzucili Jordańczycy. Po wojnie sześciodniowej kontynuowano program modernizacji czołgów Magach i rozpoczęto modernizację czołgów Centurion. Pierwsze modyfikacje związane były z wymianą oryginalnej armaty na armatę M68 kalibru 105 mm, zamontowaniem silnika AVDS-1790-2A o mocy 750 KM oraz zamontowaniem izraelskiej kopuły wejścia na wieży urdan. Część z nich otrzymało mocowania na pancerz reaktywny Blazer lub kompletny pancerz reaktywny Blazer. Czołgi te nazwano Magach 3. Dotychczas Magachem 1 nazywano niezmodyfikowane pojazdy otrzymane z USA, Niemiec Zachodnich do 1967 roku oraz zdobyte od Jordanii podczas wojny sześciodniowej. Magachami 2 nazwano Pattony otrzymane z RFN. Wszystkie one brały także udział w wojnie na wyczerpanie, pilnując Kanału Sueskiego.

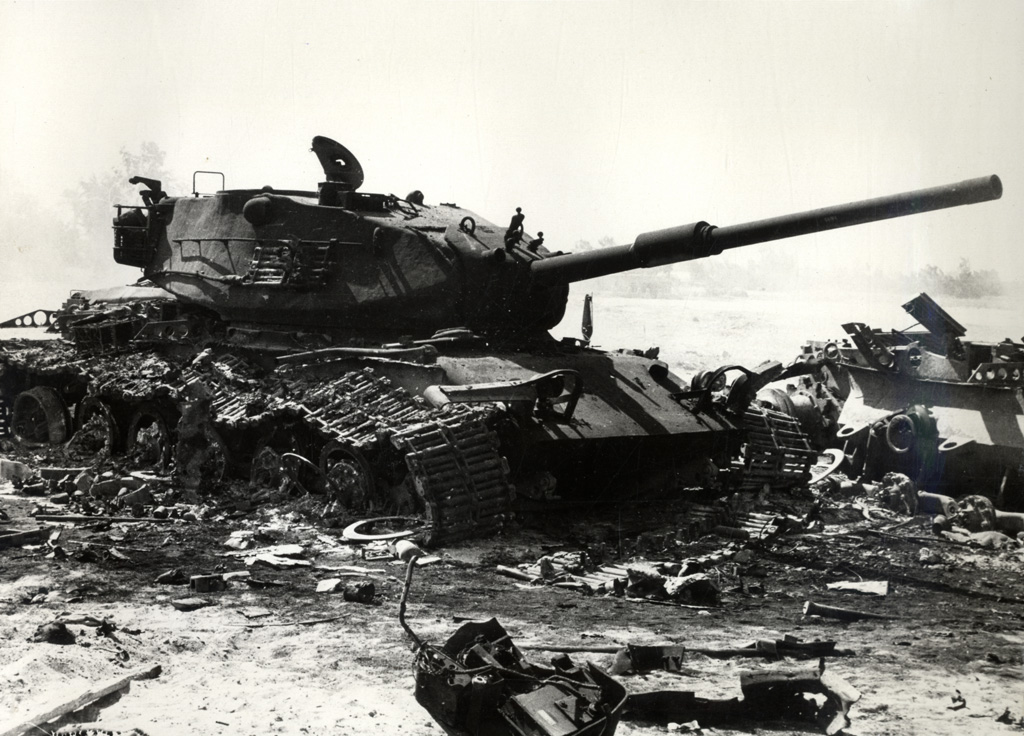
Wrak Magacha 6 na Półwyspie Synaj, wojna Jom Kipur

W roku 1970 Izrael odebrał 150 czołgów M60A1, które zapoczątkowały linię Magachów 6. Miały już one zamontowane systemy stabilizacji działa, noktowizor i laserowy dalmierz. Łącznie Siły Obronne Izraela dysponowały 540 sztukami czołgów M48, M60 i M60A1. Wzięły one udział w wojnie Jom Kipur. W związku z licznymi stratami kolejne czołgi M60 przybywały do Izraela jeszcze w trakcie wojny. Po wojnie, w ramach rekompensaty strat, USA przekazały także Izraelowi 150 sztuk M48A5 (nazwane później Magachami 5), z kolei w latach 80. XX wieku kolejne 300 sztuk M60A3. Otrzymały one nowe silniki AVDS1790-2A, systemy filtrowania powietrza, kopuły urdan i system trakcji. Z czasem rozpoczęto kolejne modyfikacje M60, M60A1 i M60A3 tworząc nowe wersje Magacha 6 (Magach 6R, Magach 6R Kochaw, Magach 6M, Magach 6A, Magach 6B itd. – wszystkie opisane są poniżej). Poszczególne wersje otrzymywały pancerz reaktywny, nowe systemy kontroli ognia, systemy przeciwpożarowe. Na bazie doświadczeń związanych z pociskami przeciwpancernymi z wojny Jom Kipur Izraelczycy zaczęli montować na wieżyczkach pancerz modułowy. Finalną wersją programu rozwojowego Magacha 6 był Magach 7 (w wersjach A, B i C). Wyposażono go w silnik AVDS 1790-5A o mocy 908 KM. Dodano nowy system hydrauliczny, rękaw termiczny do armaty M68 kalibru 105 mm, dodano płyty pancerza pasywnego na wieże i boki czołgu, zamontowano nowe systemy kierowania ogniem. Czołgi Magach 6 i 7 były wykorzystywane przez armię izraelską podczas pierwszej wojny w Libanie. Doświadczenia zebrane z walk w terenie zurbanizowanym sprawiły, że kolejne ulepszenia wprowadzano pod kątem zwiększenia odporności czołgu i załogi na zagrożenia płynące z walk miejskich i przeciwpartyzanckich. Skupiono się na zapewnieniu lepszego opancerzenia i zwrotności. Mimo ciągłych modernizacji Magachy z czasem stały się konstrukcjami przestarzałymi i w pierwszej dekadzie lat dwutysięcznych rozpoczęto proces przenoszenia ich z jednostek liniowych do rezerwowych.

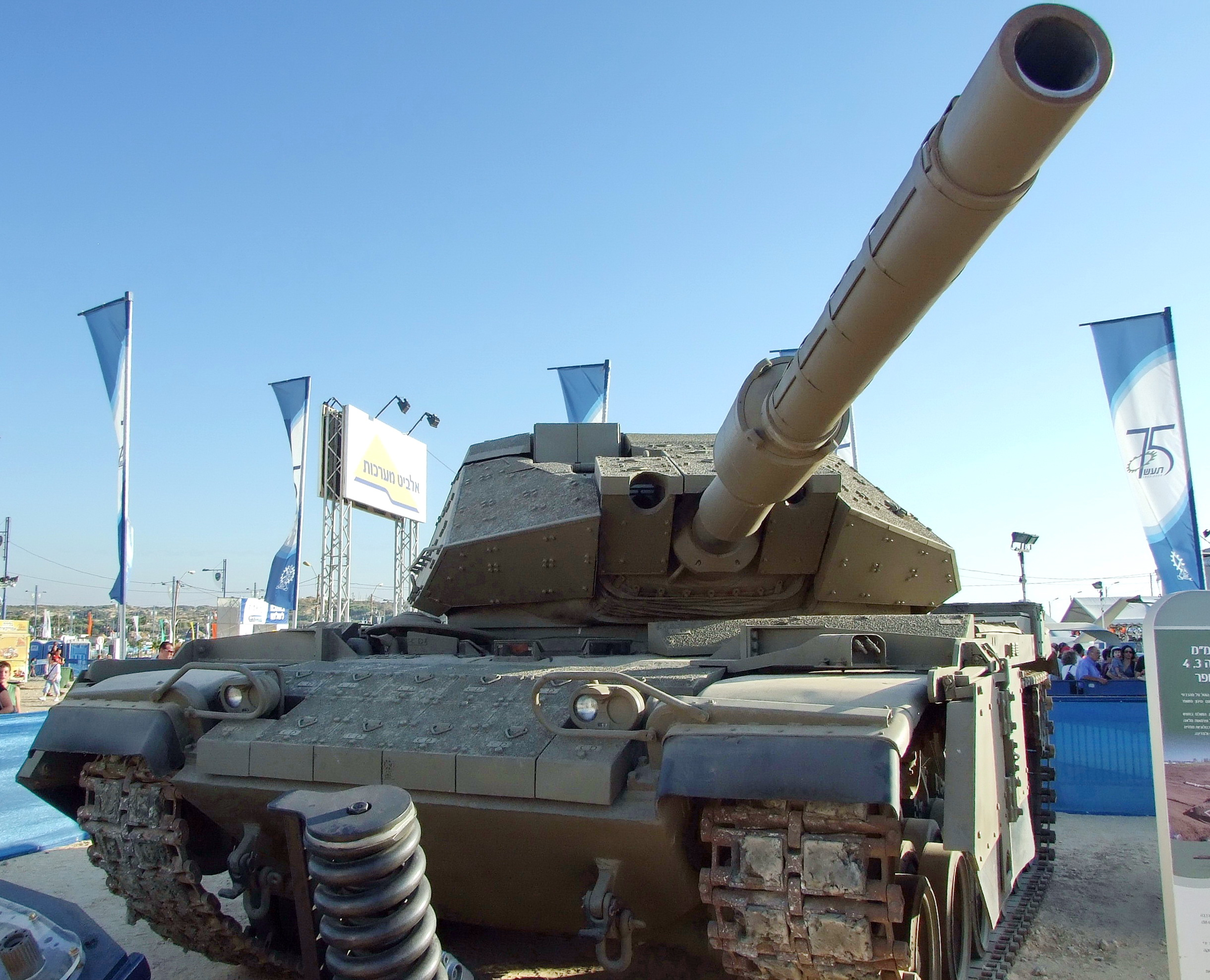
Czołg Sabra

Podczas pierwszej wojny w Libanie w bitwie pod Sultan Jakub, 11 czerwca 1982 roku, zginęło 18 żołnierzy izraelskich, a Syryjczycy dodatkowo zdobyli 4 czołgi, które przetransportowali na badania do Damaszku. Jeden z czołgów Magach 3 został przekazany do Związku Radzieckiego, gdzie przeprowadzono jego testy na poligonie. Sowieccy wojskowi byli pod wrażeniem osiągów Magacha 3, co zmusiło ich do rozpoczęcia prac nad wzmocnieniem przedniego opancerzenia T-72. Na ich podstawie Sowieci stworzyli swój odpowiednik izraelskiego Blazera. 8 czerwca 2016 roku Federacja Rosyjska oddała czołg Izraelowi, co miało symboliczne znaczenie dla rodzin poległych czołgistów.
15 czerwca 2014 roku oficjalnie wycofano czołgi Magach ze służby w Siłach Obronnych Izraela.
Zmodyfikowaną i eksportową wersją Magacha 7 była Sabra, którą Izrael sprzedał do Turcji w ilości 170 sztuk.

## Opis konstrukcji

### Magach 1 (M48A1)

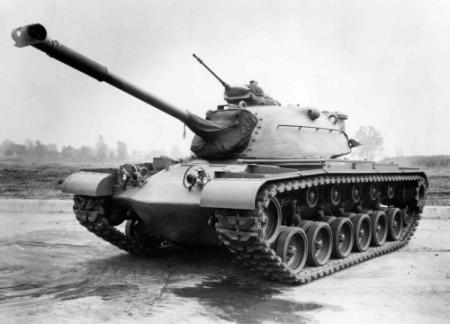
Czołg Patton M48A1

Była to nazwa stosowana dla otrzymanych czołgów Patton M48A1 przed 1967 rokiem oraz tych, które zdobyto od armii jordańskiej podczas wojny sześciodniowej. Pojazdy otrzymane od Stanów Zjednoczonych objęte zostały programem modernizacji, ale w dniu wybuchu wojny sześciodniowej tylko 120 czołgów miało zdolność bojową, przy czym nie wprowadzono w nich wszystkich, zakładanych zmian. Większość Magachów 1 nie przeszła ostatecznie pełnej modernizacji. Podstawowe dane Magacha 1 były takie same jak Pattona M48. Długość wynosiła 6,95 m, szerokość 3,62 m, a wysokość czołgu 3,25 m. Waga wynosiła ok. 48 ton. Magach 1 mógł jechać z maksymalną prędkością 48 km/h, a jego zasięg wynosił ok. 500 km. Podstawowym uzbrojeniem była armata T54 lub M48 kal. 90 mm oraz 3 karabiny maszynowe kal. 7,62 mm. Patton M48A1 wyróżniał się od wersji podstawowej poprawionym włazem kierowcy oraz wieżą. Oryginalnie Magachy 1 miały silnik benzynowy AV1790-7C V-12 o mocy 810 KM, który wymieniono na silnik General Dynamics Land Systems AVDS-1790.

### Magach 2 (M48A2C)
Nazwą tą określono wszystkie Pattony M48A2C otrzymane od Niemiec Zachodnich. Prawdopodobnie nadanie nazwy Magach 2 było jedynym wyróżnikiem tej wersji Pattonów. Izraelczycy nie wprowadzili w tym czołgu żadnych zmian. M48A2C charakteryzował się tym, że w przeciwieństwie do podstawowej wersji M48 oraz wersji M48A1 miał ulepszony dalmierz i nowy przedmuchiwacz. Zlikwidowano też pomocnicze koła napinające.

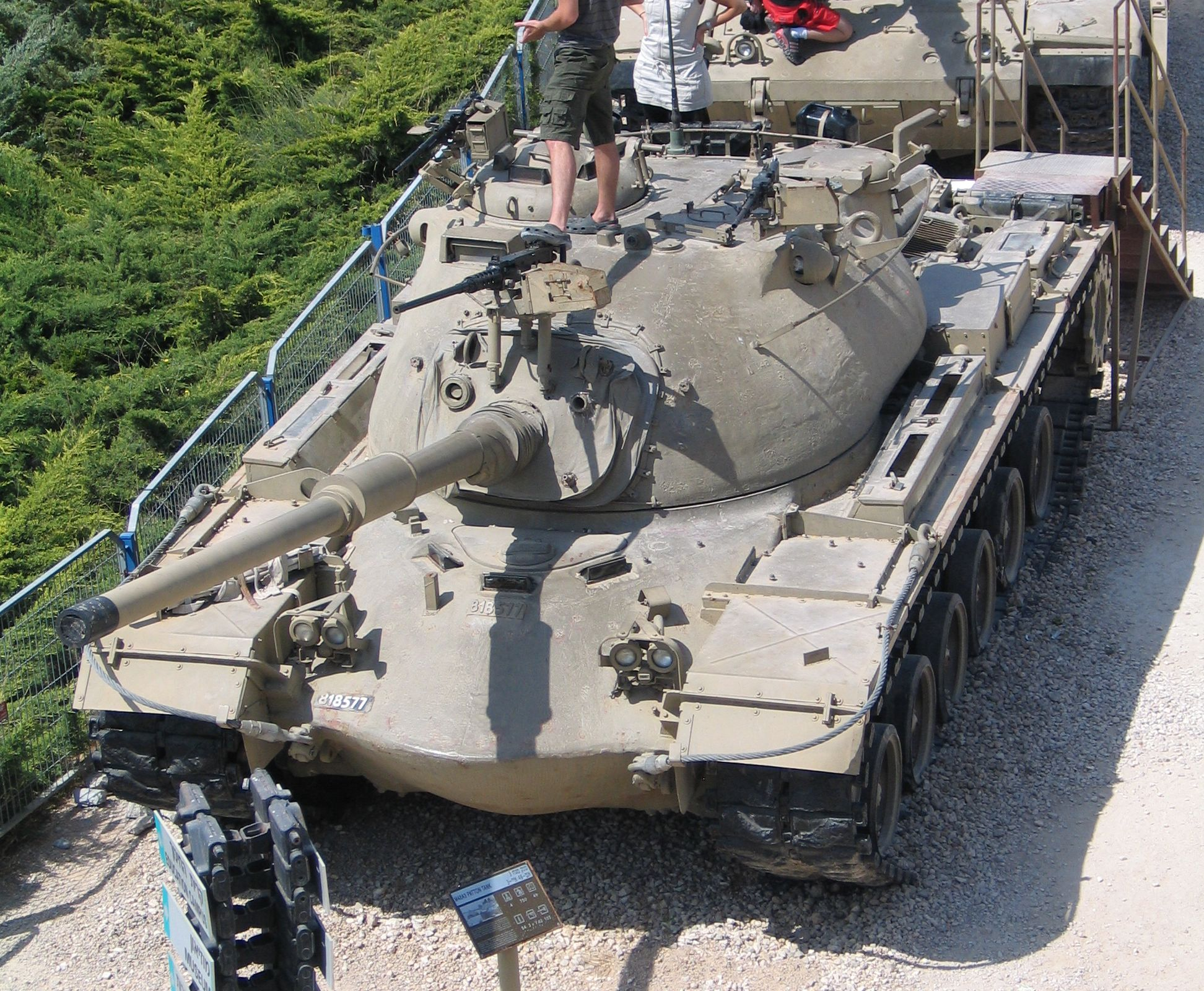
Magach 3 z armatą M68 kalibru 105 mm

### Magach 3 (M48A1, M48A2C, M48A3)

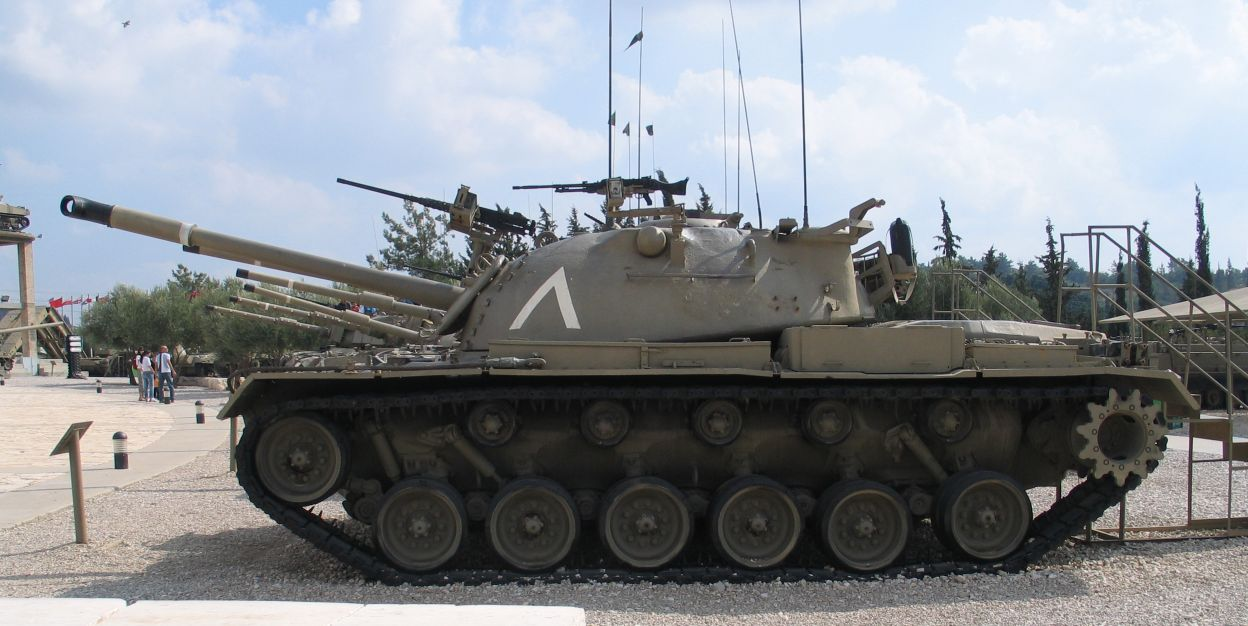
Magach 3 (Patton M48A3) z oryginalną armatą kal. 90 mm

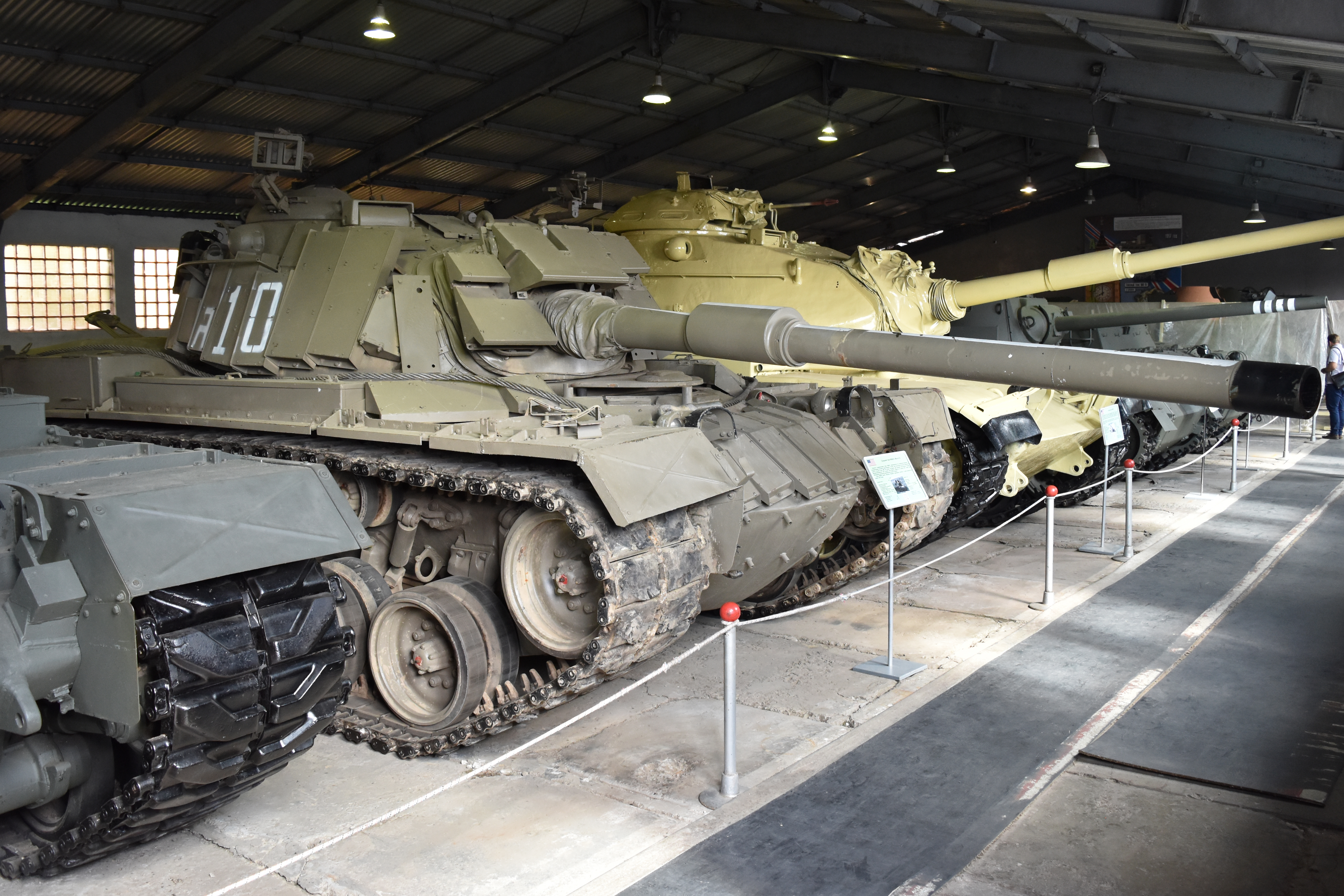
Egzemplarz Magacha 5, który został przekazany Sowietom przez Syryjczyków

Ta nazwa została nadana czołgom M48 jeszcze zanim wszystkie przeszły modernizacje. Posiadały one gąsienice T97. W standardzie Magach 3 czołgi otrzymywały uchwyty na pancerz reaktywny Blazer lub pełny zestaw pancerza reaktywnego. Izraelczycy zamontowali większe pojemniki transportowe z tyłu wieży i ulepszyli system kierowania ogniem. W ostatecznej wersji Magach 3 wyposażony był w armatę M68 kal. 105 mm znaną w Izraelu pod nazwą Szarir (hebr. שָׁרִיר). W związku z tym, że ta wersja opierała się na różnych wersjach Pattona, to różnice pozostały w przypadku zawieszenia czołgu. Zamontowano silnik Continental AVDS 1790A o mocy 750 KM i automatyczną skrzynię biegów Allison CD-850-6. Wymianie poddano również kopułę włazu na wieży na izraelską, o niskim profilu – urdan. Magach 3 był wykorzystywany podczas wojny sześciodniowej, wojny Jom Kipur i pierwszej wojnie w Libanie.

### Magach 5 (M48A5)
Nazwę tę otrzymało ponad 100 czołgów M48, które przybyły z USA pod koniec lat 70. XX wieku. Wyposażono je w wieżę urdan, nowy silnik AVDS1790-2C z lepszym generatorem, wtryskiem paliwa oraz systemem chłodzenia. Również ta wersja otrzymała pancerz reaktywny Blazer. Ta wersja stała się także podstawa do stworzenia mostów czołgowych czy wozów zabezpieczenia technicznego.

### Magach 6 (M60, M60A1)

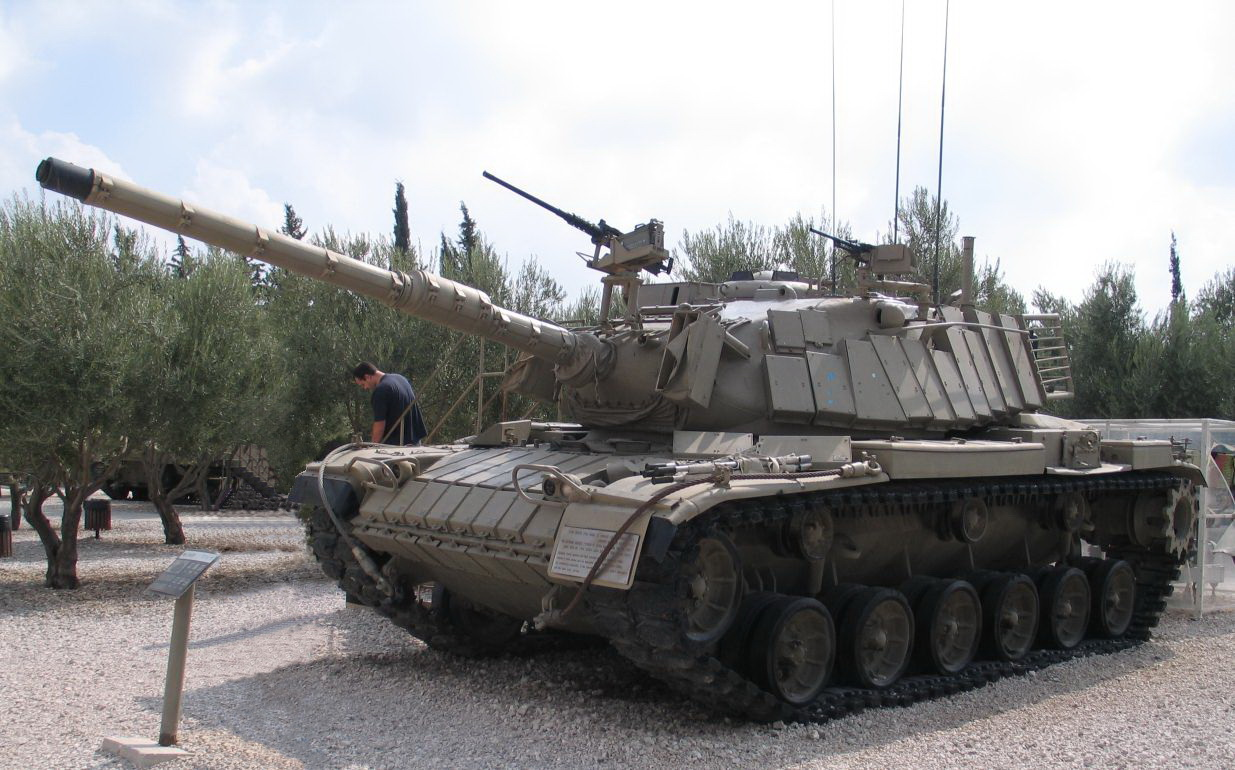
Magach 6 (M60A1) z pancerzem Blazer

Magachem 6 nazywano zmodyfikowane czołgi M60 i M60A1. Początkowo jednak nazwa ta odnosiła się wyłącznie do czołgów M60 otrzymanych ze Stanów Zjednoczonych podczas wojny na wyczerpanie. Czołgi M60 posiadały aluminiowe koła, błotniki i pojemniki na amunicję. Wszystkie Magachy 6 posiadały gąsienice T97, silnik AVDS1790-2A z automatyczną skrzynią biegów CD850-6. Dopóki nie zamontowano kopuł urdan wszystkie czołgi używały oryginalnej wieży M19. M60 miał długość 9,44 m, szerokość 3,63 m, wysokość 3,27 m i zasięg 500 km. Prędkość maksymalna M60 wynosiła 48 km/h.

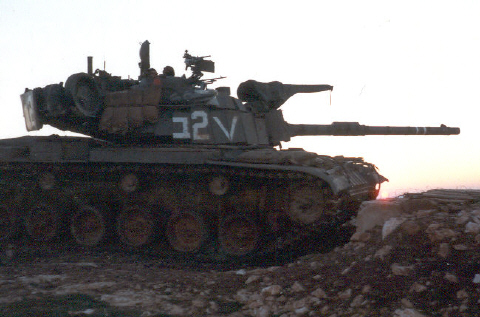
Magach 6M

W ramach zmodernizowanych czołgów M60 wyróżnia się następujące wersje Magacha:
- Magach 6R (Resz) – była to pierwsza wersja rozpoczynająca program modernizacyjny czołgów M60 w Izraelu. W jego ramach zamontowano hydrauliczny system stabilizacji Honeywell, silnik obrotu wieży o mocy 10 KM (dotychczasowy miał moc 5 KM). Zmodyfikowano silnik, który nazwano AVDS1790-2AG. Pancerz wieży i kadłuba został wzmocniony pancerzem reaktywnym Blazer. Wieża została zmodyfikowana tak, aby ułatwić dodatkowo montaż karabinu Galil w wersji LKM. Po wojnie Jom Kipur z prawej strony wieży zamontowano moździerz kal. 60 mm w celu zwiększenia ochrony przed zagrożeniami w postaci żołnierzy z bronią ppanc. Czołgi Magach 6R brały udział w pierwszej wojnie w Libanie[21],
- Magach 6R Kochaw – było to 100 sztuk czołgów Magach 6R przygotowanych do zamontowania nowego systemu kierowania ogniem Nachal Oz. Poza tym, się niczym nie różniły od Magachów 6R[22]. System nie został ostatecznie w nich zamontowany[1],
- Magach 6M (Mem) – tą nazwą określono wszystkie Magachy 6R i 6R Kochaw, które otrzymały system kierowania ogniem Nachal Oz. Dodano także rękaw termiczny na armacie kal. 105 mm. Z tyłu wieży zamontowano sensory wiatrów poprzecznych, mających ułatwić kierowanie pojazdem. Ten program modernizacji zakończono w 1984 roku, a czołgi te brały udział w pierwszej wojnie w Libanie oraz używały ich izraelskie oddziały stacjonujące na południu Libanu do 2000 roku[22],
- Magach 6M Tadach – było to 28 sztuk Magachów 6M, które wyposażono na stałe w lemiesz ze spychaczem[22][23].

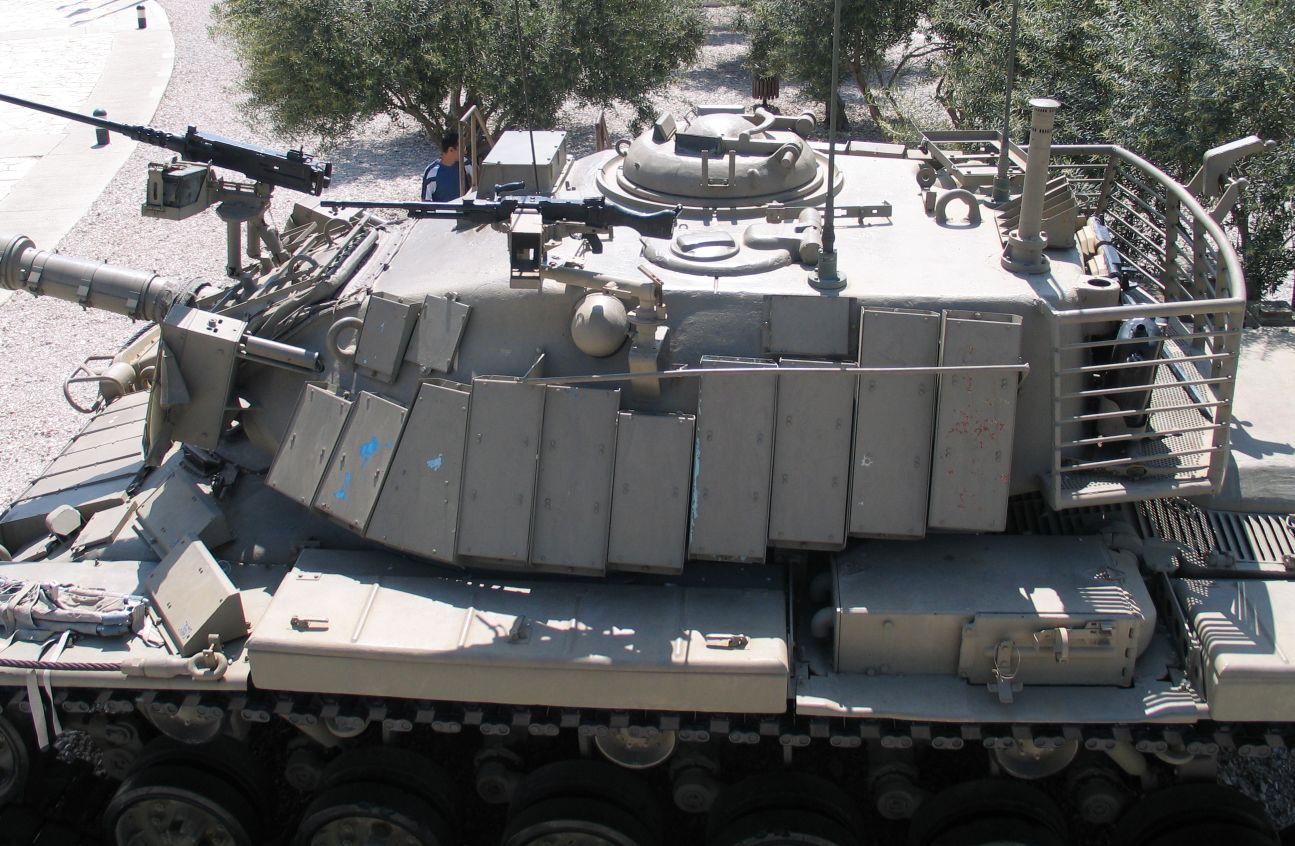
Pancerz reaktywny Blazer na wieży czołgu Magach 6

W przypadku zmodernizowanych M60A1 wyróżnia się następujące wersje Magacha:
- Magach 6A (Alef) – były to pierwsze czołgi M60A1 dostarczone przez USA na krótko przed wojną Jom Kipur. Posiadały wieżę M19. W związku z dużymi stratami tych czołgów podczas wojny w 1973 roku Stany Zjednoczone wysłały kolejne ich partie po wojnie. W związku z tym w tych wersjach nie wprowadzono wielu modernizacji[24],
- Magach 6B (Bet) – były to czołgi M60A1, które dotarły do Izraela w 1978 roku w ramach wsparcia w pojazdach wojskowych, jakiego udzieliły Cahalowi Stany Zjednoczone. Miały one ulepszony system obrotu wieży z silnikiem o mocy 10 KM, system stabilizacji działa, silnik AVDS1790-2C, podwozie T142 z wymiennymi gumowymi nakładkami na gąsienice. Izraelczycy dodatkowo wymienili wieżę na wieżę z kopułą urdan, dodali pancerz reaktywny Blazer, moździerz kal. 60 mm i dodatkowy karabin maszynowy na wieży. Pomimo to uważano, że Magach 6M był lepszą wersją ze względu na system kierowania ogniem Nachal Oz[25],
- Magach 6B Gal – ta wersja powstała w wyniku prac modernizacyjnych rozpoczętych po pierwszej wojnie w Libanie. Zamontowano w nim nowy system optyczny Gal, nowe przyrządy optyczne dla dowódcy, rękaw termiczny na armatę, sensory wiatru poprzecznego w lewej, tylnej stronie wieży. Z tyłu wieży dodano większy pojemnik transportowy. Był to pierwszy Magach, którego uznano za odpowiednik Merkawy Mk.3 Baz[26],
- Magach 6B Gal Batasz – w latach 90. XX wieku zwiększyło się zagrożenie ze strony Hezbollahu w kwestiach użycia pocisków ppanc. na południu Libanu. W związku z tym podjęto działania mające zwiększyć odporność czołgów na tego typu broń. Na czołgu zamontowano pancerz pasywny czwartej generacji o modułowym charakterze, nadając wieży kanciasty kształt. Po bokach zamontowano opancerzone kurtyny, chroniące częściowo gąsienice. Wymieniono silnik na taki o mocy 900 KM. Czołg ten brał udział w działaniach Cahalu w Strefie Gazy i Samarii[1][26],
- Magach 6C/Magach 6 Gimel – wersja te nie różniła się w wyglądzie zewnętrznym od Magacha 6B. Posiadała oryginalny amerykański rękaw termiczny na armacie oraz amerykański system kierowania ogniem z komputerem balistycznym i laserowym dalmierzem. Został wyposażony w pancerz reaktywny Blazer. Po pierwszej wojnie w Libanie służyły w jednostkach rezerwowych[27],

### Magach 7 (M60)

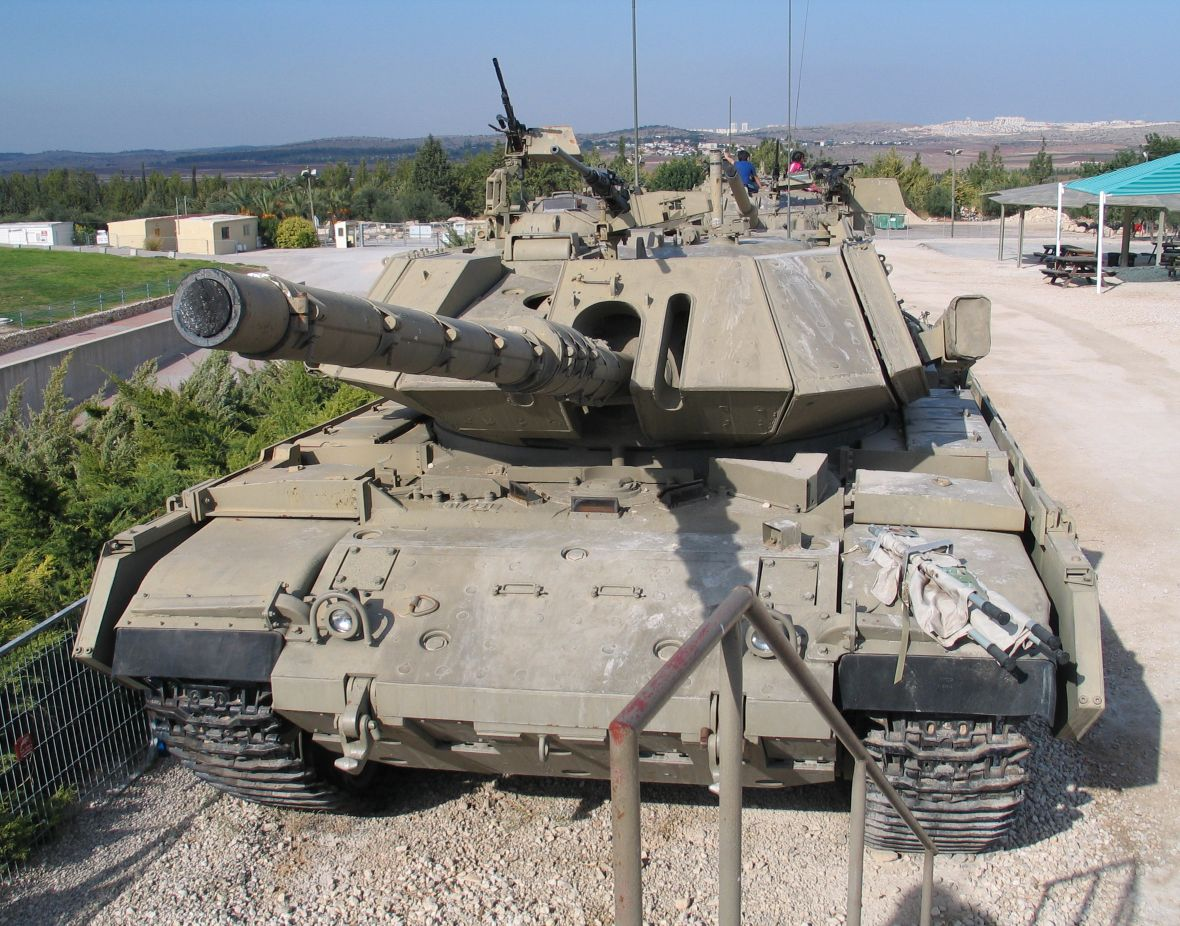
Magach 7C/Magach Gimel

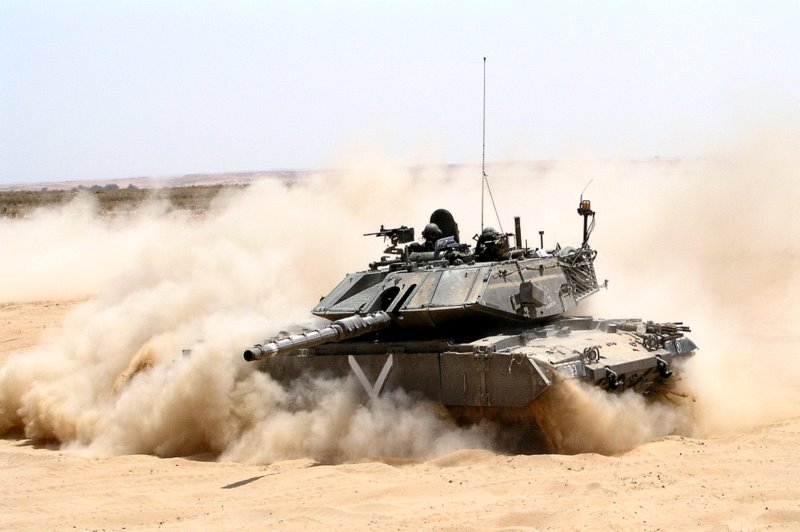
Czołg Magach 7C/Magach Gimel

W trakcie prac nad dopancerzeniem Magacha 6 pojawił się problem z rosnącą masą czołgu. Coraz nowsze pociski mogły przebijać kolejne warstwy Blazera. Pociski podkalibrowe z lat 70. XX wieku były w stanie przebić pancerz o grubości 400 mm, natomiast w latach 90. XX wieku mogły przebić 800 mm. Zestawy Blazera montowanego na Magachach mogły ważyć od 800 do ponad 1000 kg. W celu zapewnienia załodze dostatecznego poziomu bezpieczeństwa przed pociskami ppanc. na czołg zakładano dodatkowe 10 ton. Kolejne warstwy pancerza reaktywnego zmniejszały prędkość i mobilność czołgów. Wojskowi postanowili zaadaptować do Magachów 7 modułowy pancerz pasywny stosowany w Merkawach. Zmodyfikowano także ekrany przeciwkumulacyjne po bokach czołgu, pierwsze dwie zapewniały łatwy dostęp do gąsienic, z kolei reszta była ze stali. Zmiana przeciwnika z regularnych armii państw arabskich na organizacje terrorystyczne (np. Hamas i Hezbollah), zmiana sposobów prowadzenia konfliktów oraz rozwój broni ppanc. Były to powody do dalszych modernizacji czołgu Magach. Wszystkie wersje Magacha 7 zostały wyposażone w system Moked, który ostrzega załogę o tym, iż czołg jest namierzany przez wiązkę lasera broni ppanc. W kwestii uzbrojenia wszystkie Magachy 7 miały armatę kalibru 105 mm z systemem optycznym Gal i laserowymi dalmierzami. Wyposażono je także w moździerze kalibru 60 mm przeciw piechocie. Waga Magachów 7, dzięki zastosowaniu nowego rodzaju opancerzenia, wynosiła od 54 do 55 ton. Osiągnięto to dzięki zastosowaniu nowych, lżejszych materiałów w zawieszeniu i gąsienicach. W ostatecznej wersji montowano mocniejszy silnik General Dynamics Land Systems Division AVDS 1790-5A o mocy 908 KM.
- Magach 7A – w tej wersji na wieży i kadłubie zamontowano bloki pancerza modułowego. Również po bokach zamontowano opancerzone kurtyny. Czołg pozbawiono pancerza reaktywnego, dodano nowy system kierowania ogniem, strzelec został wyposażony w celownik dzień/noc, laserowy dalmierz i komputer balistyczny[30]. Uznano jednak, że wprowadzone modyfikacje przyczyniły się do zbytniego obciążenia silnika o mocy 750 KM[31].
- Magach 7B – była to wersja przejściowa pomiędzy Magachem 7A i 7C. Zastosowano w nim eksperymentalne założenia, podobne do tych, które wykorzystano potem w finalnej wersji Magacha 7. Wersja ta nigdy nie weszła do użycia[1][11],
- Magach 7C/Magach Gimel – była to finalna wersja Magacha 7. W tym przypadku wersja 7C wzbogacona została o mocniejszy silnik AVDS 1790-5A o mocy 908 KM. Ponadto zmodyfikowano pancerz modułowy na wieży. Nadano mu ostatecznie kształt klina. Ma on również hybrydowy charakter, czyli łączy w sobie pancerz pasywny i reaktywny[11][24].

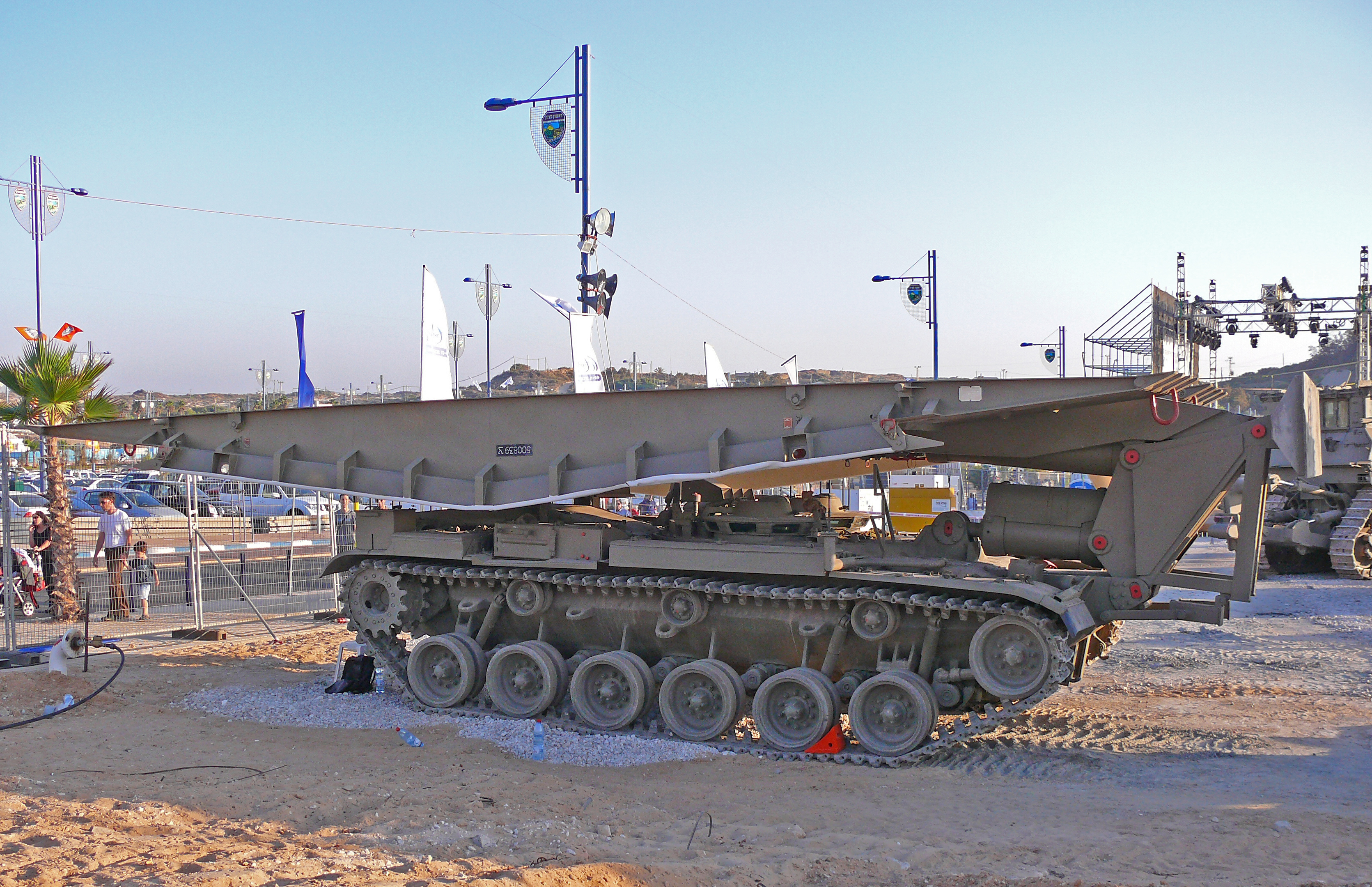
Magach Tagasz

### Magach Tagasz
Magach Tagasz (hebr. מגח טג''ש, Magach tank giszur) to adaptacja Magacha 6 do roli mostu czołgowego. Koncepcja ta narodziła się w latach 70. XX wieku, kiedy to armia zgłosiła zapotrzebowanie na nowe mosty czołgowe. W tym celu wojskowy zakład przemysłowy Slawin zdemontowało wieże w czołgach M60A1, a w to miejsce zamontowano most o długości 11 metrów z mechanizmem rozkładającym. Konstrukcja została tak zaplanowana, aby móc pokonać dwie przeszkody w jednym miejscu.
|                        | Magach 2                                                    | Magach 6R                                                                             | Magach 7 |
| ---------------------- | ----------------------------------------------------------- | ------------------------------------------------------------------------------------- | --- |
| szerokość              | 3,63 m                                                      | 3,63 m                                                                                | 3,65 m |
| długość                | 6,95 m                                                      | 9,44 m                                                                                | 9,43 m (z armatą) |
| wysokość               | 3,27 m                                                      | 3,27 m                                                                                | 3,25 m |
| pancerz                | 110 mm                                                      | pancerz podstawowy z pancerzem reaktywnym Blazer                                      | czwartej generacji, modułowy, łączący pancerz pasywny i reaktywny                                                        |
| silnik                 | silnik wysokoprężny General Dynamics Land Systems AVDS-1790 | silnik wysokoprężny AVDS-1790-2AG o mocy 750 KM                                       | silnik wysokoprężny AVDS 1790-5A o mocy 908 KM                                                                           |
| prędkość               | 45 km/h                                                     | 48 km/h                                                                               | 60–65 km/h |
| waga                   | 48 ton                                                      | 53 tony                                                                               | 55 ton |
| zasięg                 | b/d                                                         | 500 km                                                                                | 500 km |
| uzbrojenie/wyposażenie | - 3x karabin maszynowy kal. 7,62 mm, - armata kal. 90 mm    | - 3x karabin maszynowy kal. 7,62 mm, - armata M68 kal. 105 mm, - moździerz kal. 60 mm | - 3× karabin maszynowy kal. 7,62 mm, 1× karabin maszynowy kal. 12,7 mm, - armata M68 kal. 105 mm, - moździerz kal. 60 mm |
| rzut pojazdu           | Magach 2                                                    |                                                                                       | |

## Upamiętnienie
W ramach serii upamiętniającej izraelską broń pancerną Israel Coins and Medals Corporation wyemitowała w 2004 roku srebrne i miedziane medale z Magachem 7. Rok wcześniej wyemitowano medal upamiętniający Magacha 3 w tych samych kruszcach.